# José Barrera
José Hernán Barrera Escobar (* 9. Februar 1988 in Santiago) ist ein ehemaliger chilenischer Fußballspieler, der hauptsächlich als Mittelfeldspieler eingesetzt wurde.

## Karriere

### Verein
José Barrera begann seine Karriere 2007 bei Santiago Morning und blieb bis 2012 bei diesem Klub. In der Saison 2011 war er an Everton verliehen. Zur Saison 2013 wechselte er zu Unión La Calera und in der Folgesaison zum CD Magallanes. Anschließend unterschrieb Barrera beim CD Cobreloa und wechselte Mitte 2016 zu den Rangers de Talca. Nach einer einjährigen Station bei Lautaro de Buin wechselte er zu Deportes Concepción. Dort beendete er seine Karriere, nachdem er aufgrund einer unerlaubten Party gemeinsam mit Teamkollege Yerko Rojas, die gegen Regeln während der COVID-19-Pandemie verstieß, vom Klub entlassen wurde.

### Nationalmannschaft
Mit der U21-Nationalmannschaft Chiles nahm er am Turnier von Toulon 2009 teil, er gewann mit seinem Team das Turnier.

## Erfolge
Everton
- Meister der Primera B: 2011-C